# 俞正燮故居
俞正燮故居位于中国安徽省黄山市黟县碧阳镇北街心六巷内，是清代著名学者俞正燮（1775-1840）的故居。
俞正燮故居已公布为黄山市文物保护单位。